# Stagecoach Driver
Stagecoach Driver è un film del 1951 diretto da Lewis D. Collins.
È un western statunitense con Whip Wilson, Fuzzy Knight e Jim Bannon.

## Produzione
Il film, diretto da Lewis D. Collins su una sceneggiatura di Joseph O'Donnell, fu prodotto da Vincent M. Fennelly per la Frontier Pictures e girato nell'Iverson Ranch a Chatsworth, Los Angeles, California, dall'8 maggio a fine maggio.

## Distribuzione
Il film fu distribuito negli Stati Uniti dal 15 luglio 1951 al cinema dalla Monogram Pictures.

## Promozione
Le tagline sono:
- WHIP WILSON GETS THE MAIL THROUGH HOSTILE COUNTRY!
- RIDERS AND DRIVERS OF THE PONY EXPRESS!
- Mail through hostile country!